# Sawla-Tuna-Kalba
Le district de  Sawla-Tuna-Kalba  est l’un des 20 districts de la Région du Nord créé le 19 mars 2004.